# Shmuel Zisman
Shmuel Zisman (in ebraico שמואל זיסמן‎?; Ramat Gan, 12 maggio 1957) è un ex cestista israeliano.

## Carriera
Con Israele ha disputato due edizioni dei Campionati europei (1983, 1985).

## Palmarès
- Campionato israeliano: 3

Maccabi Tel Aviv: 1978-79, 1979-80, 1980-81
- Coppa di Israele: 3

Maccabi Tel Aviv: 1978-79, 1979-80, 1980-81
- Coppa dei Campioni: 1

Maccabi Tel Aviv: 1980-81
- Coppa Intercontinentale: 1

Maccabi Tel Aviv: 1980